# سيمون فاي
سيمون آني ليلين فاي (وُلدت باسم جاكو؛ 13 يوليو 1927 – 30 يونيو 2017) هي محامية وسياسية وناشطة حقوقية فرنسية، شغلت منصب وزيرة الصحة في حكومة فاليري جيسكار ديستان عام 1974، وترأست البرلمان الأوروبي 1979، وعضوة المجلس الدستوري، وأصبحت عضوة في الأكاديمية الفرنسية عام 2010. سيمون تعد أحد الناجين من المحرقة النازية، وعرفت بدفاعها عن حقوق المرأة وسنها قانون تشريع الإجهاض أثناء عملها كوزيرة للصحة في عام 1975. تعرضت على إثر ذلك للعداء والكراهية، حيث أرسلت لها التهديدات ورسمت الصلبان المعقوفة على بيتها وسيارتها. توفيت سيمون فاي في باريس في 30 يونيو 2017 عن عمر ناهز 89. أقيمت لها مراسم تأبين رسمية من قبل الحكومة الفرنسية بقصر (الأنفاليد). ونقل جثمانها إلى مقبرة العظماء في فرنسا.

## طفولتها وحياتها الشخصية
حصلت فاي على درجة الباكالوريوس يوم 28 مارس 1944، واعتقلت من طرف السلطات الألمانية بعدها بأيام. رُحِّلت عائلة فاي اليهودية إلى معسكر أوشفيتز بيركينو. ثم إلى معسكر برغن بلزن حيث توفت والدتها بعد إصابتها بحمى نمشية قبل وقت قصير من تحرير المعسكر يوم 15 أبريل 1945. توفي والد فاي وشقيقها أيضا. شقيقتها دينيس انضمت إلى المقاومة الفرنسية في بداية الحرب، وتوفيت في اصطدام سيارة في الخمسينيات.
بعد التحرير، بدأت بدراسة القانون والعلوم السياسية في معهد الدراسات السياسية وجامعة باريس، حيث التقت بزوجها المستقبلي أنطوان فاي. وتزوجا يوم 26 أكتوبر 1946، وأنجبا 3 أطفال: جون، كلود نيكولا، وبيير فرنسوا. توفي زوجها يوم 12 أبريل 2013 عن عمر يناهز ال86 عام، بعد 66 عاما من الزواج. وتوفي ابنها كلود نيكولا سنة 2002.

## مشوارها السياسي

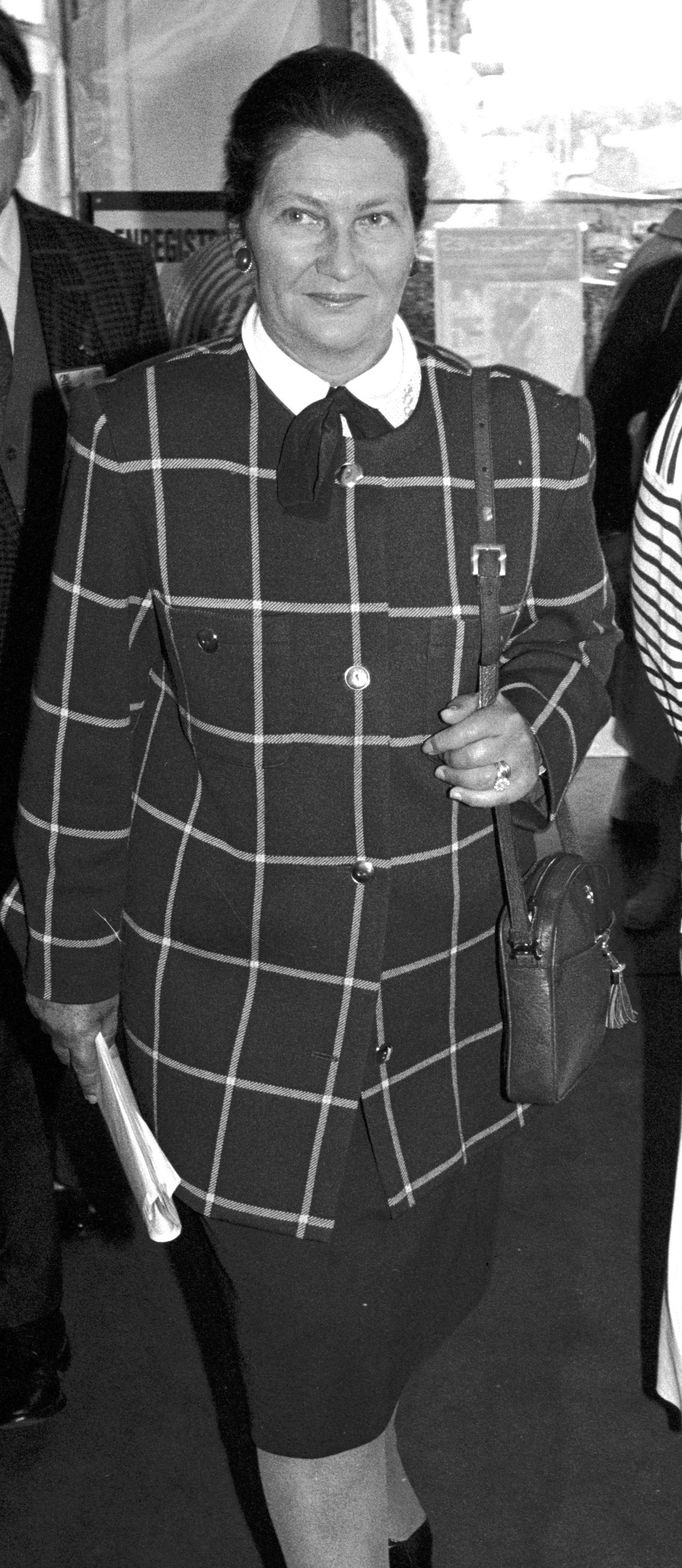
31 مايو 1988

### وزارة العدل، 1956-1974
بعد تخرجها من معهد الدراسات السياسية بباريس بشهادة في القانون، قضت فاي عدة سنوات في مزاولة مهنة المحاماة. سنة 1956، اجتازت الامتحان الوطني لتصبح سيدة قضاء. شغلت منصب رفيع في الإدارة الوطنية للسجون التابعة لوزارة العدل. سنة 1962، أصبحت مديرة الشؤون المدنية، حيث دافعت عن حقوق المرأة الفرنسية ومركزها. سنة 1970، أصبحت الأمينة العامة للمجلس الأعلى للقضاء.

### وزارة الصحة، 1974-1979
من 1974 إلى 1979، شغلت فاي منصب وزيرة الصحة في حكومتي رئيسا الوزراء جاك شيراك ورايمون باغ. من 28 مايو 1974 إلى 29 مارس 1979 وزيرة الصحة، من 29 مارس 1977 إلى 3 أبريل 1978 وزيرة الصحة والضمان الاجتماعي، ومن 3 أبريل 1978 إلى 4 يوليو 1979 وزيرة الصحة والعائلة.

### البرلمان الأوروبي، 1979-1993
سنة 1979، انتخِبت فاي كعضوة في البرلمان الأوروبي، وأصبحت بعدها أول امرأة تترأس البرلمان إلى حدود سنة 1982، وكعضوة إلى حدود سنة 1993.

### العودة إلى الحكومة الفرنسية، 1993-1995
من 31 مارس 1993 – 16 مايو 1995، عادت فاي إلى الحكومة كوزيرة للدولة، ووزيرة الصحة والشؤون الاجتماعية في حكومة رئيس الوزراء إدوارد بالادور. عملت لمساعدة أمهات الأطفال المصابين بفيروس العوز المناعي في منتصف التسعينيات.

## شهادات الدكتوراه الفخرية
- جامعة برنستون - 1975
- معهد وايزمان للعلوم - 1976
- جامعة بار إيلان - 1979
- جامعة كامبريدج - 1980
- الجامعة العبرية في القدس - 1980
- جامعة ييل - 1980
- جامعة إدنبرة - 1980
- جامعة جورجتاون - 1981
- جامعة أوربينو - 1981
- جامعة ساسكس - 1982
- جامعة يشيفا - 1982
- جامعة بروكسل الحرة - 1984
- الجامعة الأمريكية في باريس - 1988
- جامعة برانديز - 1989
- جامعة غلاسكو - 1995
- جامعة بنسلفانيا - 1997
- جامعة كاسينو ولاتسيو الجنوبية - 2006
- جامعة بن جوريون - 2010

## روابط خارجية
- سيمون فاي على موقع IMDb (الإنجليزية)
- سيمون فاي على موقع مونزينجر (الألمانية)
- سيمون فاي على موقع ميوزك برينز (الإنجليزية)
- سيمون فاي على موقع إن إن دي بي (الإنجليزية)
- سيمون فاي على موقع قاعدة بيانات الفيلم (الإنجليزية)